# Trofa (ekonomia)
Trofa – stosowany w historii, archeologii i numizmatyce wskaźnik pomiaru wartości pieniędzy w różnych epokach historycznych i realiach geograficznych.
Trofa to ilość pokarmu zaspokajająca przeciętne dzienne potrzeby energetyczne przeciętnego człowieka przy zastrzeżeniu w miarę racjonalnego odżywiania – zakłada się, że trofa powinna stanowić równowartość 3000 kcal, z czego 1800 kcal (450 gramów) ma przypadać na węglowodany, 900 (100 g) na tłuszcze i 300 (75 g) na białko.
Stosując trofę należy zestawiać produkty żywnościowe charakterystyczne dla danych realiów i przyjętych tam zwyczajów żywieniowych – np. dla PRL można założyć, że trofa to 800 g chleba, 125 g masła i 150 g kiełbasy zwyczajnej, a z kolei dla Cesarstwa rzymskiego trofa będzie miała zupełnie inny skład.
Po zestawieniu trof odpowiadających porównywanym walutom należy ustalić ich (trof) ceny w tych walutach – relacja tych cen do siebie stanowi porównawczą wartość pieniędzy.
Dane uzyskane na podstawie trofy nie odpowiadają danym uzyskanym na podstawie inflacji, ale lepiej odpowiadają bezpośrednim obciążeniom finansowym ponoszonym przez mieszkańców.
Indeks Big Maca może być rozpatrywany jako bardzo uproszczony odpowiednik trofy, ponieważ pełni zbliżoną funkcję.

## Przykłady
Przykłady wartości pieniędzy i trof:
| Monety | Wartość podana w Trofach |
| Aureus (w Rzymie w czasach Oktawiana) Denar (w Rzymie w czasach Oktawiana) Siliqua (w Rzymie w V w.) Dirhem arabski (na ziemiach polskich w X w.) Denar Bolesława Chrobrego (przeciętny ciężar 1,3 g) Denar Bolesława Krzywoustego (przeciętny ciężar 0,7 g) Brakteat w 1. połowie XIII w. (przeciętny ciężar 0,2 g) Grosz praski Wacława II Ruskie puło (XIV w.) Szeląg krzyżacki Winrycha von Kniprode Półgrosz Władysława Jagiełły (po roku 1398) Dukat Zygmunta Starego (1528 r.) Talar Stefana Batorego (1580 r.) Szeląg Zygmunta Wazy z początku panowania Szeląg Zygmunta Wazy (1604 r.) Szeląg Zygmunta Wazy (1623 r.) Boratynka Jana Kazimierza (1659) Tymf Jana Kazimierza (1663) Talar Jana Sobieskiego (1676 r.) Szeląg Stanisława Augusta (1766 r.) Złotówka Stanisława Augusta (1766 r.) Szeląg Stanisława Augusta (1794 r.) Złotówka Stanisława Augusta (1794 r.) Złotówka w Kongresówce Złotówka 1924 r. Złotówka 1939 r. Złotówka 1978 r. Złotówka 2016 r. | 50 trof 2 trofy 30 trof 13 trof 3,5 trofy ½ trofy 6 trof 0,025 trofy 3 trofy 1,75 trofy 103,50 trofy 35 trof 0,33 trofy 0,22 trofy 0,11 trofy 10 trof 45 trof 0,05 trofy 4,5 trofy 0,03 trofy 3 trofy 2,7 trofy 0,714 trofy 0,917 trofy 0,025 trofy 0,095 trofy |